# LkCa 15
LkCa 15 est un jeune système planétaire en formation. Situé dans la constellation du Taureau, sa distance par rapport au système solaire est estimée à 473 ± 49 années-lumière. 
D'une magnitude apparente de 11,91 en lumière visible, son étoile reste invisible à l'œil nu.

## LkCa 15 a, l'étoile
Désignations
L'objet primaire du système planétaire LkCa 15 a est une étoile orange de type spectral K5 de la pré-séquence principale. Il s'agit d'une étoile variable de type Orion, connue sous sa désignation d'étoile variable V1079 Tauri (en abrégé V1079 Tau).

## LkCa 15 b
LkCa 15b est une exoplanète en orbite au sein du disque circumstellaire transitionnel de LkCa 15. Elle se situe à une distance de 14,7 UA de son étoile et sa période de révolution est de 365 jours. 
LkCa 15 b a été découverte par les scientifiques Michael Ireland (de l'Université australienne de Macquarie) et Adam Kraus (de l'Université d'Hawaï) et son annonce fut officialisé en 2015.
Scientifiquement, LkCa 15b est particulièrement intéressante, car il s'agit d'une planète en formation appelée protoplanète. Elle aurait commencé sa phase de formation il y a entre 50 000 et 100 000 ans. C'est la première fois que l'on peut étudier une planète si « jeune » en formation.  
La planète partage des caractéristiques avec la planète Jupiter et aurait une masse 6 fois supérieure à celle-ci.